# L'Alcúdia de Crespins
L'Alcúdia de Crespins là một đô thị ở comarca Costera cộng đồng Valencia, Tây Ban Nha. Đô thị này có diện tích 23,67 km², dân số thời điểm năm 2006 là 4818 người.